# 南北問題

グローバル・ノースとグローバル・サウスと言う場合の一般的な図示。青が北、赤が南。

別の、より細やかな分析の図。一人当たり実質GDPが、地球全体の一人当たりGDPよりも高いか低いかによって色分けした図。
- 青 - 世界のGDP（PPP）を超える
- オレンジ - 世界GDP（PPP）を下回る

南北問題（なんぼくもんだい、英語: North–South divide, Global North and Global South）は、1960年代に入って指摘された、地球規模で起きている先進資本国と発展途上国の間に経済格差が存在しているという問題、およびその問題を解決するという、人類全体に課せられた課題のことである。地球規模の視野でみると、豊かな国々が世界地図上の北側に、貧しい国々が南側に偏っていることからそれぞれ、英語では通常グローバル・ノース、グローバル・サウス（Global North and Global South。直訳では地球的北、地球的南）と呼ばれる。日本人には英語表現が長すぎると感じられるせいなのか、表題などでは「南北問題」という短い訳語が選ばれる。だが文章中では「南北間の経済格差」と分かりやすく訳すことが多い。

## 概要
「南北問題」という用語の概念は、イギリスのロイズ銀行会長職にあったオリヴァー・フランクスが、1959年にアメリカ合衆国で行なった講演「新しい国際均衡―西欧世界への挑戦」に端を発するものである。フランクスは、イデオロギーと軍事の対立である東西問題に比肩する重要課題として、地球上の北側に位置する先進工業国（Industrial Countries）と南側に位置する開発途上国（Developing Countries、発展途上国ともいう）における問題提起を行うとともに、世界のバランスの中心が西ヨーロッパから新たに発展しつつある国々に移るであろうと述べた。

### 指摘以前の経緯
19世紀末に、世界経済が成立し国際分業が広まると、農業国や工業国への分化が起きた。植民地は、宗主国によりモノカルチャー経済へと転換されるケースが多く、著しい特化が進展した。特にアフリカ大陸においては、列強による領土分割によって、ほぼ強制的に資源の供給国としての役割を担わされた。
第二次世界大戦終結から間もない頃は、農業によって経済を成り立たせている国も多く、そういった国の所得水準は工業国に比べ際立って低いわけではなかった。むしろ、商品作物の輸出などにより高い所得水準を実現している国もあった。
技術革新の進展などにより安価な代替商品が生まれたことから、いくつかの農産品は需要の減退に見舞われた（例：バングラデシュのジュートなど）。また、緑の革命や競争力のある工業国の農産業による輸出攻勢（アメリカやフランス）により、農産品の相対価格は著しく低迷。工業品輸出により発展を遂げる日本や西ドイツとの格差は次第に広がった。一旦、特化した経済は社会構造も特化しているため容易に転換できず、長期間にわたって格差が固定化されることとなった。

### 国際的な取り組み

#### 1960年代
開発途上国の経済開発促進と南北問題の経済格差是正のために、1962年には初の第三世界出身の国連事務総長となったウ・タントの主導で国際連合貿易開発会議 (UNCTAD)設立が決定され、1964年に開催された第1回UNCTAD総会（ジュネーブ）を経て、非同盟諸国を中心に開発途上国を集めた77ヶ国グループ（G77）が結成された。なお、開発途上国という用語が「後進国」「低開発国」に代わって一般に使用されるようになったのはUNCTAD設立以降のことである。
また、UNCTADを含め、この時期に国際援助に関連する組織や法案が各国で設立されている。
アメリカ合衆国
- 対外援助法 1961年
- アメリカ合衆国国際開発庁 1961年

フランス
- 経済協力中央金庫 1958年

日本
- 海外経済協力基金 1961年

イギリス
- 海外開発省 1964年

国際組織
- 国際連合貿易開発会議 1961年
- 経済協力開発機構 1961年改組設立
- 国際連合開発計画 1965年
- 国際連合工業開発機関 1967年

発展途上国の多くは資本輸入により工業化を試みた。しかし、国内市場の狭さ、国際競争力を欠いたことなどから失敗する国が多く、貿易赤字と対外債務を増加させる結果となる。その中でも東アジアの韓国・台湾・シンガポールや、中南米のメキシコ・ブラジルなどは一定の工業化を成功させた。

#### 1970年代
1970年9月に開催された第25回国際連合総会では、1960年代の「国連開発の十年」を総括すると共に、「第2次国連開発の十年」の決議が採択された。この決議では、先進国のODAがGNPの0.7%となるように定められた。ODAに対し、具体的な国際目標が導入されたのは初めてであり、また決議の特徴である。
1973年に始まった第四次中東戦争から第1次石油ショックが発生する。原油価格の高騰は不況を招きかねなかったが、産油国をはじめ、天然資源を保有する発展途上国にとっては、自国が保有する天然資源が国際社会における交渉力となるという認識が強まり、自国の天然資源を先進諸国の資本の支配から取り戻し、自国主権の下での開発を目指す資源ナショナリズムが盛んになった。この一方で、工業化の途上にあった他の途上国の中には、この石油ショックにより重い対外債務負担を負う国も現れた。
1974年4月には国連資源特別総会において強まる資源ナショナリズムを背景に、「新国際経済秩序樹立に関する宣言(Declaration for the Establishment of a New International Economic Order)」（新国際経済秩序、NIEO）が採択され、同年秋の第29回国際連合総会で、この宣言の内容を具体化した「諸国家の経済権利義務憲章（国際連合総会決議3281）」が採択される。

#### 1980年代
1980年に第35回国際連合総会において｢第3次国連開発の十年」が採択され、1981年にはメキシコのカンクンでアメリカ合衆国・日本・西ドイツなど先進国とインド・中華人民共和国・ブラジルなど発展途上国の首脳が集まって初の南北サミットが開催された。1980年代は、1970年代の主に国際機関と外国の政府に対する重債務によってアフリカや中南米の国々は、元利返済に苦しみ、ハイパーインフレーションなどが発生し国民経済は混乱した。
その後、石油産出国や新興工業国（NIESやBRICSなど）は所得が向上していった一方、最貧国は停滞あるいは衰退したことから、中進国との格差が増大する南南問題が起こった。環境問題が国際的な課題として捉えられるようになってからは、環境対策を求める先進国と、開発優先志向が強い途上国との間で利害が対立している。

#### 1990年代
1990年に第46回国際連合総会において｢第4次国連開発の十年」が採択される。東西冷戦時代には、発展途上国への援助は自陣営につなぎとめておく手段の一つでもあったが、冷戦終結に伴い、このような援助の構造は過去のものとなり、これまでとは違った非軍事的な面を含むさまざまな考え方や開発、援助の形態が提唱され、各種の国際会議が世界各地で開催されるようになった。しかしながら、1990年代のODAは急減し、2002年メキシコのモンテレイで開かれた国連開発資金国際会議では、ODA増額が合意されることになる。

## 地域レベルでの南北問題
地球規模での南北問題と同様の意味合いで、比較的狭い地域における経済格差も南北問題と呼ばれることがある。

### イタリア
イタリアにおいては早期に王国領へと併合されたミラノ・ジェノヴァ・トリノを中心とする北部が重工業地域（北イタリア）として発展しているのに対し、南部（南イタリア）は一次産業を中心としているが故に生じている経済格差が問題となっている。1960年代のバノーニ計画によってターラント製鉄所やアウトストラーダが建設されるなど、南部での重工業発展と社会基盤の整備が図られある程度の改善は見られたが、根本的な解決に至ってはおらず、南部の失業率は北部の4倍とも言われている。その為、古くから農民層を中心にドイツなど他国へ出稼ぎや移民に向かう者が多く、一種のコロニーを形成している。
一方、本来南部が収めるべき分の税金を負担する格好になっている北部では、不況に伴い南部に税金を吸い上げられているとの批判が強まり、北部同盟のような南北の分離を唱える勢力を生み出しているただし、同盟を支持する人々が必ずしも国家の分離を望んでいる訳ではなく、南部への批判票としての意味合いが強いことに留意する必要がある。
しかし近年ではマフィアの衰退や電子・情報産業などの先進工業の成長により、半導体メーカーのSTMicroelectronics社や鉄道関連企業のメリディオリ・メッカニカ社など南部経済は好転に向かっているとの声もある。事実、南部の失業率も改善傾向にあり、北部との失業率も3倍程度（中部と比べた場合は2倍程度）に低下し、批判の多かった大規模投資による南部開発計画もプロディ政権下で改められ、現在は「第三のイタリア」を参考にした新たな経済作りが進められている。前述の北部同盟も攻撃対象を南部から不法移民へと切り替え、先の総選挙ではイタリア南部で党勢を伸ばすという逆転現象が起きるなど、イタリアの南北格差は新たな局面に入りつつある。

### フランス
伝統的に南仏と北仏の対立構図が存在する。

### イギリス
グレートブリテン島を国土の主要部とする英国においては、首都ロンドンを始めバーミンガム、オックスフォード、ケンブリッジなど、大都市や豊かな地域は島の南部に多い。一方で、かつての産業革命時代に製造業などで隆盛を誇ったイングランド北部のマンチェスター、リヴァプール、リーズ、ニューカッスルや、スコットランドの最大都市グラスゴーなど英国北部は、1960年代〜80年代の英国病と呼ばれた経済低迷の中で急速に衰退した。その後マーガレット・サッチャー政権時代に英国経済の基幹が金融業へとシフトする中で英国の富はロンドンへ集中したため、21世紀以降英国の南北格差はさらに拡大している。

### 朝鮮
第二次世界大戦の終結に伴い日本の統治下から外れた朝鮮半島では、北側に朝鮮民主主義人民共和国（北朝鮮）、南側に大韓民国（韓国）と2つの政権が樹立し、分断国家となった。両陣営が争った朝鮮戦争は東西冷戦の代理戦争と化し、休戦こそしたものの、正式には終戦がなされないまま21世紀に至っている。政治的・経済的にも、漢江の奇跡と呼ばれる経済成長を果たし、民主化もなされた韓国に対し、金一族による世襲が続き、経済的にも疲弊している北朝鮮と大きな差異がある。
また韓国単体で見た場合には、国土の北部に位置し総人口の51%が居住する首都ソウルとその周辺（首都圏）に大企業の本社・一流大学などの大半が集中する極端なソウル一極集中が起こっており、反対に慶尚道、全羅道などの韓国南部は北部に比べ経済活動に乏しく、発展度でも立ち遅れている。

### 台湾
台湾の人口は西海岸側に集中しているが、それでも政治・経済・報道の要衝である台北市および周辺部の台北都市圏を擁する北部と、高雄市や台南市といった大都市を抱える南部では産業構造の違いによる求人格差、所得格差は他の国ほどではないが国内で深刻化している。北部を地盤とする中国国民党と南部を地盤とする民主進歩党の覇権争いを起因とした政治的要素がこれを増幅している見方もある。当初は階級間格差を指すインターネットスラングである「天龍人/天龍国」も台北人/台北市を揶揄するものと拡大・変容し、地域格差をも内包する意味が色濃くなっている。

### 中華人民共和国
中国の歴史には、北方と南方と呼ばれる二地域の対立が度々形成されてきた（zh:中国南方与北方を参照）。両者は気候や産業、文化が大きく異なり、多くの中国人の自己認識にも南北間には区別がある。
江蘇省、安徽省、湖北省、重慶市、四川省、チベット自治区以南を南方とした場合、中華人民共和国建国から1970年代頃までは南北両者の経済力は拮抗していたが、その後徐々に南方が優勢になり始め、2019年時点では南方が北方の約1.8倍の経済力となっている。

### 日本
首都東京（関東圏）をはじめ名古屋、京阪神、福岡など、日本の人口は太平洋ベルトと呼ばれる列島の南部に集中し、日本の大企業の本社もその大半がこの地域に所在する。
一方で、列島の北部地域は太平洋ベルトと比べて人口動態・経済の状況が悪い。北海道は日本国内で東京都に次ぎ出生率が低い都道府県であり、札幌市でさえ粗出生率は全国平均を下回る。また東北地方や新潟県は、低い出生率と社会減によって人口減少が日本国内で最も激しい地域である（「裏日本」という語は、もともと学術的な用語だったが現在では経済的格差などを含めて否定的に用いられる用語となっている）。特に新潟県は、過去には日本で最も人口が多い都道府県であったが、2025年現在15位まで下落した。列島南部にも南四国など同様に人口減少が激しい地域はあるが、北日本に比べると範囲が小規模である。
ただし、日本は国土の形状の関係から2分割する場合は南北よりも東西の区切りが用いられることが多く、東海道新幹線・高速道路などの高速交通の開業後は太平洋ベルト内でも東京一人勝ち（東京一極集中）が問題となっているため、「南北格差」という取り上げ方がされることは少ない。

#### 中国地方
中国山地を挟み、北部が山陰、南部が山陽と分けられる中国地方では、新幹線が通り、瀬戸内工業地域があり、600万弱の人口を擁する山陽に対し、100万強の人口を擁し、過疎化が著しい山陰に激しい経済格差が生まれている。また中国山地に挟まれているために、東西に比べ、南北を繋ぐ鉄道や道路が少なく、経済交流も少ない。

#### 茨城県
関東地方でも特に茨城県における南北問題が近年、注目を集めている。東京通勤圏内にあり、つくばエクスプレス開業で人口増加が続くつくば市・守谷市などの県南地域と高齢・過疎化が進む県北部の間の格差は年々拡大しており、速やかな対応策が求められている。

#### 三重県・岐阜県
三重県は南北に長く、南北において、人口・高齢化率や産業の集積状況が大きく異なる。三重県の北部においては、中京圏や近畿圏と比較的近距離であることから、産業や人口が集積している一方で、南部においては、豊かな自然・歴史・文化資源はあるものの、道路網や鉄道網等の基盤が弱いことから、それらを地域活力に十分結びつけられずに、地域経済・社会の存立基盤が脆弱化している。地域経済でのウェイトが高い農林水産業、中部・近畿圏からの集客が重きをなす観光を取り巻く環境も厳しい現状がある。このような問題は同じ東海地方においては、三重県程ではないが南部に多くの人口を抱え北部の大半を山岳地帯が占める岐阜県でも共通問題となっている。

#### 京都府
府庁所在地である京都市への人口集中率が約55%と、東京都（旧東京府）以外の道府県では第一位である。京都府は南北に細長く、南部（旧山城国）と北・中部（旧丹波国、旧丹後国）との格差が大きく、南部と北部では異なる地域を形成している。
戦後の経済成長において、南部はいち早く発展したのに対して、北部は取り残される傾向にあった。近年では、高速道路（京都縦貫自動車道など）建設や山陰本線複線電化工事が施工されるなど、南北格差の是正が図られている。また、旧丹波国域のうち1965年頃から亀岡市及び旧園部町、旧八木町など南丹地区は京都市や大阪府との結びつきが強くなり、行政では京都府を南北のみで区分する場合は、船井郡以南を南部とする（ただし、行政では亀岡市及び南丹市、船井郡京丹波町を中部と区分する場合が多い）。
同様のことは、同じ近畿地方においては人口の大部分が北部に集中する奈良県・和歌山県、南部に人口の集中する兵庫県においてもいえる。